# Adrian (Texas)
Adrian è un comune (city) degli Stati Uniti d'America della contea di Oldham nello Stato del Texas. La popolazione era di 166 abitanti al censimento del 2010.

## Geografia fisica
Secondo lo United States Census Bureau, la città ha una superficie totale di 1,22 km², dei quali 1,22 km² di territorio e 0 km² di acque interne (0% del totale).
Si trova lungo la Interstate 40 (antica Route 66) nella parte sud centrale della contea di Oldham, circa 47 miglia (76 km) ad ovest di Amarillo. Adrian è il punto medio geo-matematico della Route 66, posizionato 1,139 miglia (1,833 km) da Chicago, Illinois, e Los Angeles, California.

## Società

### Evoluzione demografica
Secondo il censimento del 2010, la popolazione era di 166 abitanti.

### Etnie e minoranze straniere
Secondo il censimento del 2010, la composizione etnica della città era formata dal 90,36% di bianchi, il 2,41% di afroamericani, lo 0% di nativi americani, il 3,01% di asiatici, lo 0% di oceanici, il 3,61% di altre razze, e lo 0,6% di due o più etnie. Ispanici o latinos di qualunque razza erano il 9,64% della popolazione.